# خورخي فرنسيسكو كازانوفا
خورخي فرنسيسكو كازانوفا (بالإسبانية: Jorge Casanova) هو لاعب كرة قدم فنزويلي، ولد في 6 يوليو 1984 في كاراكاس في فنزويلا. لعب مع ديبورتيفو تاشيرا ونادي كاراكاس.

## وصلات خارجية
- خورخي فرنسيسكو كازانوفا على موقع قاعدة بيانات كرة القدم.إي يو (الإنجليزية)